# Peterborough United F.C.
Peterborough United je nogometni klub iz Peterborougha u Engleskoj.

## Vanjske poveznice
- Službena stranica
- UpThePosh! Baza podataka Peterborougha Uniteda